# Hisarai
Hisarai is een kevergeslacht uit de familie van de boktorren (Cerambycidae). De wetenschappelijke naam van het geslacht werd voor het eerst geldig gepubliceerd in 2006 door Santos-Silva & Martins.

## Soorten
Hisarai is monotypisch en omvat slechts de volgende soort:
- Hisarai seripierriae (Santos-Silva & Martins, 2003)